# START ME UP AWARDS
START ME UP AWARDS（スタートミーアップアワード）は、2014年に発足したエンターテインメント業界横断型の起業支援コンペティション。略称 SMUA。
特にクリエイターの想像力とアントレプレナーの行動力のマッチングをテーマに、START ME UP AWARDS(ビジネス・コンペティション)、クリエイターズキャンプ in 真鶴、Mashup Awardsとのダブルブランドで実施されるミュージシャンズハッカソン等、年間を通じたイベントを開催している。

ビジネス・コンペティションは、資本金5千万円以内、設立２年以内の法人、もしくは、優れた事業アイデアを持つ個人を対象。
二次審査通過者は、エンターテインメントとITに造詣の深いキュレーターと共に、最終審査会へ向けアドバイスを受け企画のブラッシュアップを図る。
最優秀賞ほか、キュレーター賞、スペシャルパートナー特別賞などの各賞が用意される他、『START ME UP AWARDS』のプログラムを通して、後援ベンチャーキャピタル各社、パートナー企業、協賛企業から投資・提携のチャンスを得ることができる。 

## START ME UP AWARDS 実行委員
山口哲一（株式会社バグ・コーポレーション 代表取締役）
石川真一郎（株式会社ゴンゾ 代表取締役社長）
辰喜一宏（よつば総合会計事務所）
竹川潤一（株式会社デビッドワッツ CEO）
牧野晃典（株式会社TAMARIBA 代表取締役）
山田真丈（株式会社NMATokyo 代表取締役）
中村伊知哉（慶應義塾大学 教授）
松野玲（株式会社VVJ 代表取締役）

## START ME UP AWARDS 2014　受賞者
受賞作品
- 最優秀賞
  - 「LIVE3」　3.0 Inc.
- キュレーター賞
  - 「WOVN.lo」　株式会社ミニマル・テクノロジーズ
- エンタメ賞
  - 「Song Pitch」　株式会社SpinCoaster

## START ME UP AWARDS 2015　受賞者
受賞作品
- 最優秀賞
  - 「AMATELUS」AMATELUS INC.
- キュレーター賞
  - 「（仮）キャスティング」原 敬之
- エンタメ賞
  - 「クラウドスコア」藤永真至
- 第一興商特別賞
  - 「Feel Live!」園田光弘

## START ME UP AWARDS 2016　受賞者
受賞作品
- 最優秀賞
  - 「SYNCEE」浅田祐介
- キュレーター賞
  - 「30 リミッツ」株式会社 CotoLab.  西村謙大
- エンタメ賞
  - 「カホンロボ」株式会社UTSUWA  飯尾英晃

## START ME UP AWARDS 2017　受賞者
受賞作品
- 最優秀賞
  - 「がやラジ」池内 慶
- キュレーター賞
  - 「MARGIC」株式会社mikai  上村 隆博
- エンタメ賞
  - バーティカルプラットフォームアプリ「VisUnite()」UNITED DREAM Inc(　).市橋 秀幸 & YOHIO